# Kokuten Kōdō
Kokuten Kōdō (高堂 国典, Kōdō Kokuten) est un acteur japonais, né le 29 janvier 1887 à Takasago, Hyogo, et mort le 22 janvier 1960.

## Biographie
Kokuten Kōdō a tourné dans près de 230 films entre 1923 et 1959. Il est notamment connu pour le rôle de Gisaku dans Les Sept Samouraïs.

## Filmographie sélective
- 1923 : Itami no yūgure (伊丹の夕暮?) d'Eiichi Matsumoto (ja)
- 1939 : La Chanson d'autrefois (むかしの歌, Mukashi no uta?) de Tamizō Ishida : Kohei Takuma
- 1943 : La Légende du grand judo (姿三四郎, Sugata sanshiro?) d'Akira Kurosawa : prêtre bouddhiste
- 1945 : La Nouvelle Légende du grand judo (續姿三四郎, Zoku sugata sanshiro?) d'Akira Kurosawa : prêtre bouddhiste Saiduchi
- 1946 : Je ne regrette rien de ma jeunesse (わが青春に悔なし, Waga seishun ni kuinashi?) d'Akira Kurosawa : M. Noge
- 1947 : La Montagne d'argent (銀嶺の果て, Ginrei no hate?) de Senkichi Taniguchi : grand frère de Haruko
- 1950 : Scandale (醜聞, Shubun?) d'Akira Kurosawa : vieil homme
- 1951 : Été précoce (麦秋, Bakushu?) de Yasujirō Ozu
- 1952 : Sengoku burai (戦国無頼?) de Hiroshi Inagaki
- 1953 : Un couple (夫婦, Fūfu?) de Mikio Naruse : le passant dur d'oreille
- 1954 : Les Sept Samouraïs (七人の侍, Shichinin no samurai?) : Gisaku, le vieil homme
- 1954 : Godzilla (ゴジラ, Gojira?) d'Ishirō Honda : le vieux pêcheur
- 1955 : Vivre dans la peur (生きものの記録, Ikimono no kiroku?) d'Akira Kurosawa
- 1956 : La Rue de la honte (赤線地帯, Akasen chitai?) de Kenji Mizoguchi : Kadowaki Keisaku
- 1957 : Une femme indomptable (あらくれ, Arakure?) de Mikio Naruse
- 1957 : Le Château de l'araignée (蜘蛛巣城, Kumonosu jo?) d'Akira Kurosawa : un commandant militaire
- 1958 : L'Homme au pousse-pousse (無法松の一生, Muhomatsu no issho?) de Hiroshi Inagaki
- 1958 : La Forteresse cachée (隠し砦の三悪人, Kakushi toride no san-akunin?) d'Akira Kurosawa : vieil homme